# Jan Nepomucen Piotr Kaszewski
Jan Nepomucen Piotr Kaszewski, né le 27 novembre 1783 à Kobylepole et mort le 24 septembre 1845 à Varsovie, est un violoniste virtuose, soldat des Guerres napoléoniennes, et qui a pris part à l’insurrection polonaise de novembre 1830.